# Stor-Bjurtjärnen
Stor-Bjurtjärnen är en sjö i Sollefteå kommun i Ångermanland och ingår i Ångermanälvens huvudavrinningsområde.